# Santa Bárbara de Padrões
 Santa Bárbara de Padrões ist ein Ort und eine Gemeinde Freguesia in Portugal
im Landkreis von Castro Verde im Baixo Alentejo gelegen mit 66,3 km² Fläche und 731 Einwohner (Stand 19. April 2021). Die Bevölkerungsdichte beträgt 11 Einwohner pro km². 
Zur Gemeinde gehört die größte Kupfermine Europas  Mina de Neves Corvo. Hier arbeiten mehr als 1000 Beschäftigte und die Firma ist der größte Arbeitgeber im Landkreis von Castro Verde.
Die Kirche Igreja de Santa Bárbara de Padrões stellt eine Sehenswürdigkeit des Ortes dar.